# Ле-Тей-ан-Ож
Ле-Тей-ан-Ож (фр. Le Theil-en-Auge) — коммуна во Франции, находится в регионе Нижняя Нормандия. Департамент коммуны — Кальвадос. Входит в состав кантона Онфлёр. Округ коммуны — Лизьё.
Код INSEE коммуны — 14687.

## Население
Население коммуны на 2010 год составляло 182 человека.
| 1962 | 1968 | 1975 | 1982 | 1990 | 1999 | 2010 |
| ---- | ---- | ---- | ---- | ---- | ---- | ---- |
| 153  | 128  | 94   | 92   | 124  | 159  | 182  |

## Экономика
В 2010 году среди 130 человек трудоспособного возраста (15—64 лет) 100 были экономически активными, 30 — неактивными (показатель активности — 76,9 %, в 1999 году было 68,0 %). Из 100 активных жителей работали 88 человек (50 мужчин и 38 женщин), безработных было 12 (3 мужчин и 9 женщин). Среди 30 неактивных 10 человек были учениками или студентами, 7 — пенсионерами, 13 были неактивными по другим причинам.